# Bugs Henderson

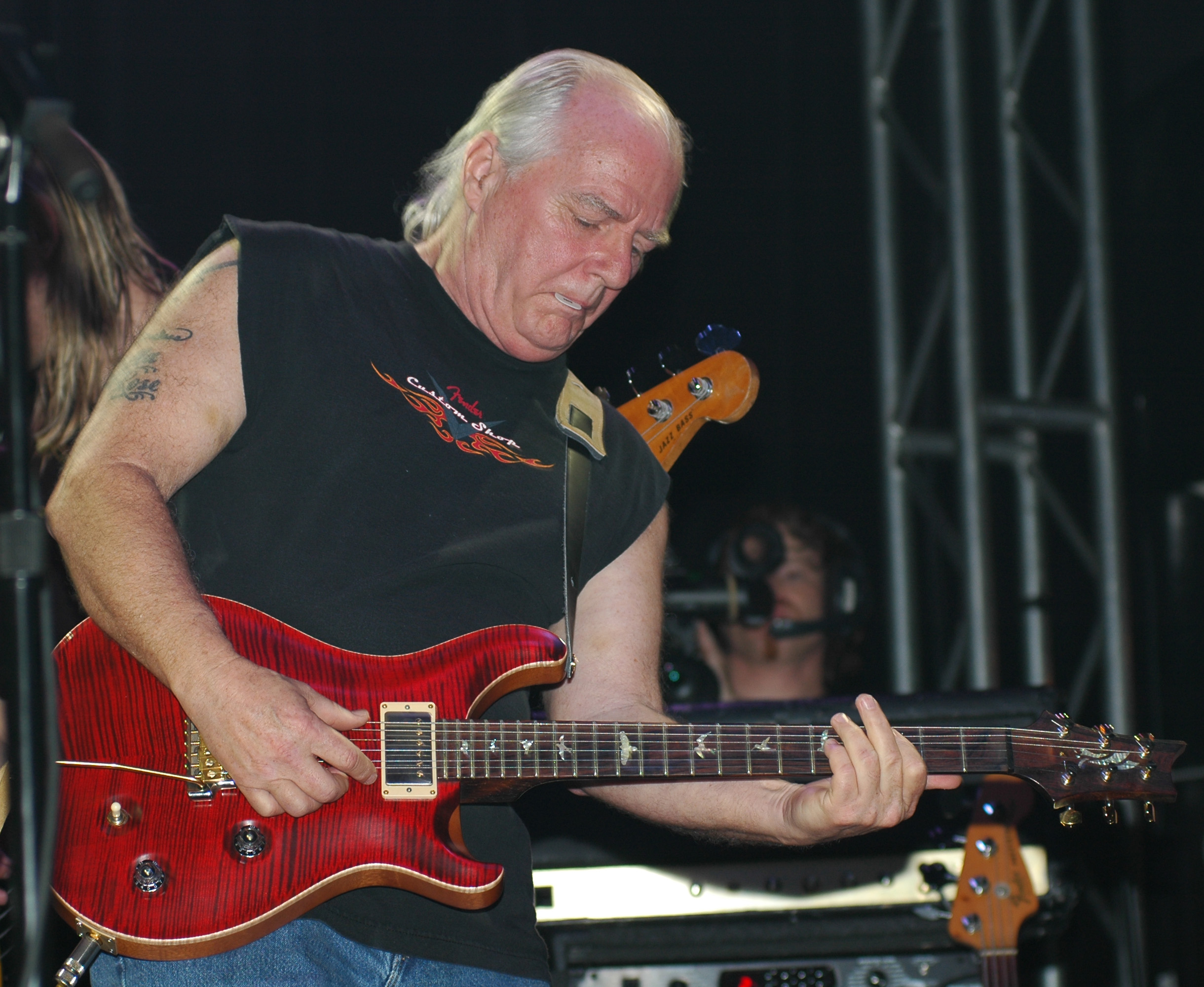
Bugs Henderson bei einem Auftritt 2007

Bugs Henderson (* 10. Oktober 1943 als Buddy Henderson in Palm Springs, Kalifornien; † 8. März 2012 in Palm Springs) war ein amerikanischer Blues-Gitarrist und Sänger.

## Leben
Henderson wuchs in Tyler (Texas) auf. Im Alter von sechs Jahren begann er mit dem Gitarrenspiel und gründete mit 16 seine erste Band namens The Sensores. Die Musik ermöglichte ihm jedoch keinen Lebensunterhalt und so arbeitete er in einem Plattenladen und später als Studiomusiker. 1966 schloss er sich der Formation Mouse and the Traps an, bevor er seine eigene Band The Shuffle Kings in Fort Worth gründete. Er lebte mit seiner Familie in Garland. Er war Vater von vier Kindern. Mit den The Shuffle Kings hatte er auch seine größten Erfolge. In Europa trat die Band meist als Trio (Gitarre, Schlagzeug, Bass) auf. In den USA wurde sie häufig noch durch einen Keyboarder ergänzt. Henderson prägte den neueren Texas Blues.

## Wirken
Zu Beginn seiner musikalischen Laufbahn spielte Henderson progressiven Rock wie mit Mouse and the Traps und als Studiomusiker. Hinzu kamen Country ebenfalls als Studiomusiker. Zu Beginn der 1970er orientierte er sich zunehmend auf den Blues, in dem er schließlich seine musikalische Heimat fand. Freddie King, ein Vertreter des sogenannten „Elektrischen Blues“ der die E-Gitarre betont, wurde sein Mentor. 
Henderson war in Europa – besonders in Deutschland und Österreich, wo er häufig auf Festivals auftrat – immer populärer als in seiner Heimat Texas. Henderson spielte mit Musikern wie B. B. King, Eric Clapton, Ted Nugent, Muddy Waters, Roy Buchanan, Freddie King, Stevie Ray Vaughan, Johnny Winter und Don Wise. Der große kommerzielle Durchbruch stellte sich jedoch nie ein. Die Liveauftritte sicherten ihm jedoch insbesondere in Europa eine treue Fangemeinde. Besonders das erste Album At Last  ein Livemitschnitt aus Texas mit zum teils sehr eigenwilligen Interpretationen von Elvis Presley – begründete seinen Erfolg.

## Diskografie
| Albumtitel                           | Jahr | Label                 |
| ------------------------------------ | ---- | --------------------- |
| At Last                              | 1978 | Taxim                 |
| Still Flyin'                         | 1981 | Grooveyard Records    |
| Years in the Jungle                  | 1993 | Trigger Music         |
| American Music                       | 1993 | Flat Canyon           |
| Gitarbazndrumz: Live                 | 1994 | Poor David's          |
| Daredevils of the Red Guitar album   | 1994 | Flat Canyon           |
| That's the Truth                     | 1995 | Flat Canyon           |
| Four Tens Strike Again               | 1996 | Flat Canyon           |
| Henderson and Jones                  | 1997 | Flat Canyon           |
| Legendary Jams, 1976–1980            | 1997 | Taxim                 |
| Have Blues...Must Rock               | 1998 | Burnside Distribution |
| Heartbroke Again                     | 2000 | Blue Flame Records    |
| Call of the Wild: Live at Meisenfrei | 2000 | Taxim                 |
| Adventures of The Shuffle Kings      | 2001 | Trigger Music         |
| We're a Texas Band: Live in Germany  | 2003 | Taxim                 |
| Stormy Love                          | 2004 | NO GURU               |
| Blue Music                           | 2008 | NO GURU               |
| Vienna Calling                       | 2009 | Taxim                 |